# Tyrophagus palmarum
Tyrophagus palmarum är en spindeldjursart som beskrevs av Oudemans 1924. Tyrophagus palmarum ingår i släktet Tyrophagus och familjen Acaridae. Inga underarter finns listade i Catalogue of Life.